# Haast-passet
Haast-passet er det laveste pas over New Zealands sydlige alper på Sydøens vestkyst. Bjergpasset er opkaldt efter Julius von Haast, en opdagelsesrejsende og geolog i 1800-tallet. Passet blev benyttet af maorierne i føreuropæisk tid.
Det er et af tre pas med bilveje over de sydlige alper. De øvrige to er Lewis-passet og Arthurs pas. Herudover er der gennem Homertunnelen passage gennem bjergkæden. Vejen gennem passet blev udvidet fra jordvej til ordentlig vej i 1966 og den blev fuldstændig asfalteret i 1995.
Passet ligger 562 meter over havet og ligger mellem Haast-floden og Makarora-floden på grænsen til Mount Aspiring nationalpark og udgør grænsen mellem Otago og West Coast.
44°06′25″S 169°21′18″Ø / 44.107°S 169.355°Ø